# Барой
Барой (чечен. Бара) — крупный башенный комплекс в Терлойском ущелье (Чечня), возведенный на правом берегу горной речки Бара-эхк. Датируется XIV веком.

## История
Немалое внимание к памятникам горского зодчества проявил русский археолог Всеволод Миллер. В июне 1886 года он исследовал многие районы Чечни и Ингушетии, итогом этой экспедиции стала значительная книга с описанием средневековых строений. По его стопам появилось множество статей и небольших очерков, в которых содержались сведения о местных памятниках старины (труды археологов — П. С. Уваровой, В. И. Долбежева, Н. К. Зейдлица, Г. А. Вертепова и др.).

## Описание
Представляет собой два раздельно стоящих укрепления — Верхний и Нижний Бара. В их составе была боевая башня (ныне разрушенная) и около десятка жилых строений. Располагается в высокогорном Галанчожском районе Чеченской Республики. Барой стоит в отдельном ущелье, вдалеке от центральной автодороги по Терлойскому ущелью, в труднодоступном месте, с которого хорошо просматривается всё пространство вокруг неё. Башня боевая, стиль строения типичный для чеченской оборонительной архитектуры средних веков, мало изучена, стены нижних этажей толщиной 1,2 — 1,3 метра (чечен. г1атте), сложены без скрепляющего раствора, методом подгонки из хорошо обработанных больших камней, имеет потайное помещение в основании, под землёй, глубиной в 3,2 метра. Находится рядом с поселением Никарой. Замковый комплекс включал в себя 11 башен (1 боевая, 10 жилых).